# Pelophylax hubeiensis
Pelophylax hubeiensis är en groddjursart som först beskrevs av Fei och Ye 1982.  Pelophylax hubeiensis ingår i släktet Pelophylax och familjen egentliga grodor. IUCN kategoriserar arten globalt som livskraftig. Inga underarter finns listade i Catalogue of Life.